# جاكوب لاسي
جاكوب لاسي (بالإنجليزية: Jacob Lacey)‏ هو لاعب كرة قدم أمريكية أمريكي، ولد في 28 مايو 1987 في كولومبوس في الولايات المتحدة.

## وصلات خارجية
- جاكوب لاسي على موقع مرجع كرة القدم المحترفة.كوم (الإنجليزية)
- جاكوب لاسي على موقع كلية كرة القدم في سبورتس رفرنس.كوم (الإنجليزية)